# يوهان ياكوب والتر
يوهان ياكوب والتر (بالألمانية: Johann Jakob Walther)‏ هو ملحن ألماني، ولد في 1650 في Witterda ‏ في ألمانيا، وتوفي في 2 نوفمبر 1717 في ماينتس في ألمانيا.

## وصلات خارجية
- يوهان ياكوب والتر على موقع ميوزك برينز (الإنجليزية)
- يوهان ياكوب والتر على موقع ديسكوغز (الإنجليزية)